# Café Opera
Café Opera, eller "Cafét", är en nattklubb i Stockholm, i Operans byggnad och en del av Operakällaren. Café Opera är en av Sveriges mest kända nattklubbar, öppnat 1980 i en lokal från 1895 med takmålningar av Vicke Andrén.